# Orchestra sinfonica di Basilea
L'orchestra sinfonica di Basilea (in lingua tedesca Sinfonieorchester Basel) è un'orchestra sinfonica con sede a Basilea, Svizzera. La sua sala da concerti principale è la Musiksaal del Casinò di Basilea. Inoltre, l'orchestra esegue balletti ed opere al Theater Basel.

## Storia
L'orchestra venne fondata nel 1876, nello stesso anno in cui fu realizzata la Musiksaal del casinò di Basilea che ospita i suoi concerti. Durante la sua storia ha eseguito delle prime esecuzioni mondiali di compositori come Béla Bartók, Arthur Honegger e Bohuslav Martinů. Dal 1997 è denominata Sinfonieorchester Basel, quando le due orchestre Basler Sinfonie-Orchester e Radio Sinfonieorchester vennero fuse in un solo organismo. Altra pietra miliare nella storia dell'orchestra venne posta nel 2012, quando la Sinfonieorchester Basel e l'organizzazione AMG (in tedesco Allgemeine Musikgesellschaft Basel) decisero di prendere delle vie separate. Da allora, la Sinfonieorchester Basel ha organizzato i propri concerti in abbonamento.
Dal 2009 al 2016, il direttore principale è stato Dennis Russell Davies. Nel giugno 2015, l'orchestra annunciò che Ivor Bolton sarebbe stato il nuovo direttore, a partire dalla stagione 2016–17, con un contratto iniziale di quattro anni.  Michał Nesterowicz divenne il direttore ospite principale per la stagione 2016–17.

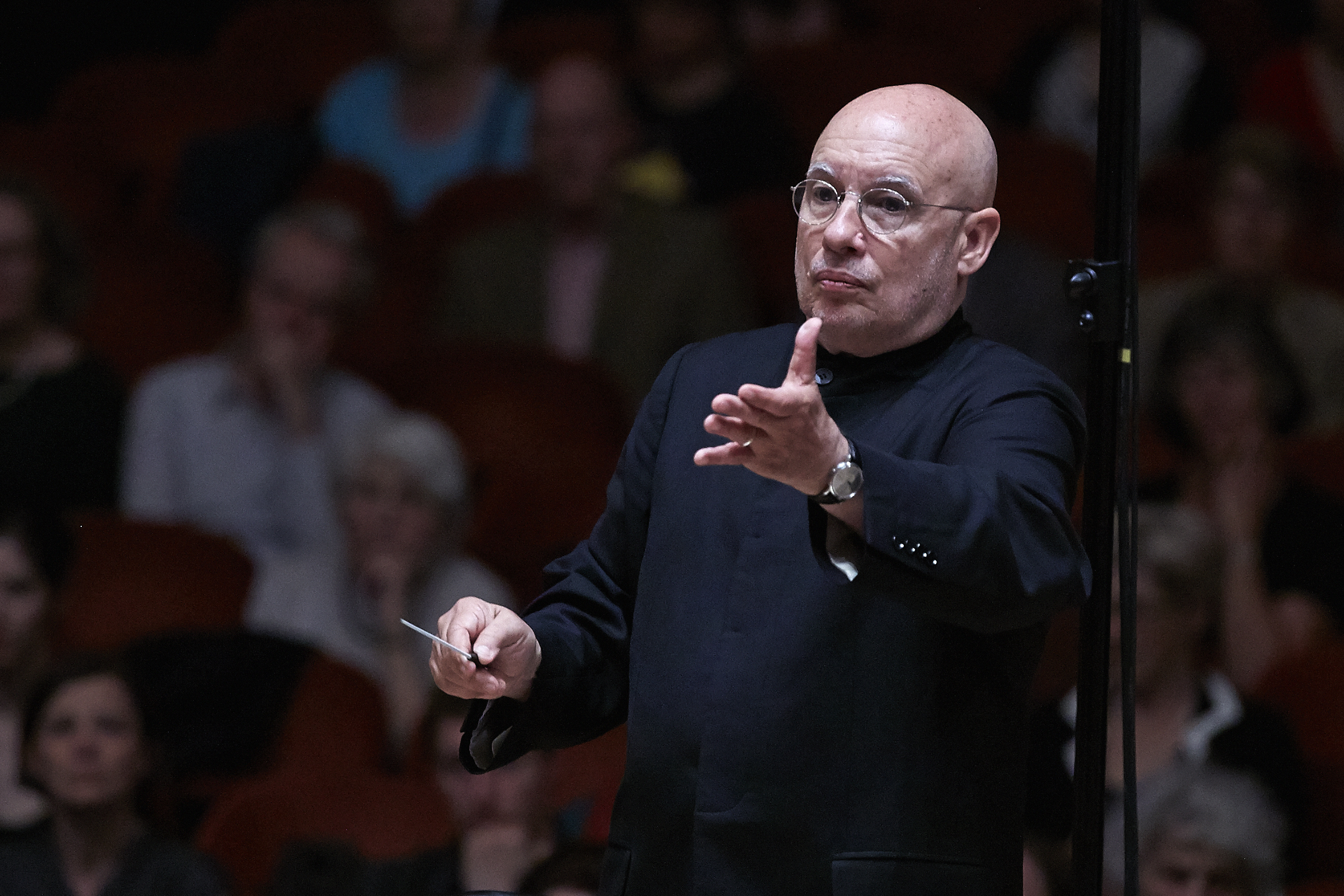
L'ex direttore principale Dennis Russell Davies

## Direttori principale recenti
- Mario Venzago (1997-2003)
- Marko Letonja (2003-2006)
- Dennis Russell Davies (2009-2016)
- Ivor Bolton (2016-oggi)

## Riconoscimenti
La registrazione A different Schumann Vol. 1-3' è stata insignita del Diapason d'Or nel maggio 2004. L'orchestra ha ricevuto il Diapason d'Or per la registrazione Felix Weingartner: Symphonic works I nel settembre 2005. La recisione de "Le Sacre du Printemps" ha ricevuto il Supersonic-Prize ed è stata nominata al ICMA Music Award 2015.